# The Cinderella Man
The Cinderella Man er en amerikansk stumfilm fra 1917 af George Loane Tucker.

## Medvirkende
- Mae Marsh som Marjorie Caner.
- Tom Moore som Anthony Quintard.
- Alec B. Francis som Romney Evans.
- George Fawcett som Morris Caner.
- Louis R. Grisel som Primrose.